# 桜井掬水
桜井掬水（さくらい きくすい）は、山形県天童市在住の駒師。伝統工芸士、山形県将棋駒協同組合専務理事。本名・桜井和男。
長男の桜井淘水（本名・桜井亮）も駒師である。

## 経歴
1971年、23歳のとき駒師に弟子入りする。当時は東京駒が高級品で天童駒は普及品とみられていた。
あるとき、兄弟子の村上秀峰が実演のため名古屋へ行き、そこで板谷進棋士から対局用の盛上駒を見せてもらう。天童に戻ってきた村上は「いっしょにタイトル戦で使われる駒を作ろう」と桜井を誘った。はじめ、村上が彫りを、桜井が漆を担当したが、二人は互いの技法を教え合い、1985年頃には二人とも彫りと漆を自身で手掛けるに至った。
同時期、天童では駒木地を作る職人が絶えたため、桜井は原木の仕入れから仕上げまで一貫して行うことにした。
2010年、第28回天童市技能功労者褒賞受賞。
2011年、山形県卓越技能者知事表彰を受ける。
2015年、彬子女王（全国中学生将棋選抜選手権大会の名誉総裁）に駒を献上。
2018年、将棋関係者として初めて文化庁長官表彰を受ける。
2023年、経済産業大臣表彰を受ける。
現在、5人しかいない将棋駒の伝統工芸士の一人。名人戦や竜王戦などの対局では毎年桜井の作品が採用されている。2024年1月27日 - 28日の王将戦第3局（藤井聡太対菅井竜也）では淘水の作品が使用された。